# Animavì, Festival de Cine de Animación Poética
Animavì - Festival de Cine de Animación Poética es un festival internacional de cine de animación. Fue creado en 2016 y tiene lugar en Pergola (ciudad italiana de la provincia de Pésaro-Urbino).
La idea es de representar, a nivel internacional, el Cine de animación artístico y de poesía, un género o animación independiente y de autor que se propone contar a través de evocaciones e historias sugestivas, distanciándose así de la animación comercial y de masas.
El festival quiere ser un escaparate que muestre la corriente más interesante del género, refiriéndose exclusivamente a trabajos que van dirigidos al alma del espectador. Películas en las que cada uno de sus fotogramas se concibe como una pequeña obra de arte.
La primera edición ha tenido lugar desde el 14 al 17 de julio de 2016. La dirección artística, Simone Massi (entre los más importantes directores de animación de todo el mundo), madrina Valentina Carnelutti (actriz y directora de cine italiana) y el jurado compuesto por tres autores excepcionales Ascanio Celestini (notorio actor teatral, director cinematográfico, escritor y dramaturgo italiano), Aleksandr Petrov (Artista y director de cine de animación ruso, Premio Óscar como mejor animación en 2000) y Umberto Piersanti (poeta italiano). Durante las cuatro sesiones Luca Raffaelli (periodista, ensayista y guionista italiano) ha guiado al público presentando el evento.
Además, la manifestación se apoya a un comité de honor en el cual, además de los tres jurados y de la madrina, figuran: Pierino Amedano, Franco Arminio, Andrea Bajani, Luca Bergia, Max Casacci, Dilo Ceccarelli, Erri De Luca, Nino De Vita, Goffredo Fofi, Daniele Gaglianone, Gang, Valeria Golino, Nastassja Kinski, Emir Kusturica, La Macina, Neri Marcoré, Mau Mau (band), Laura Morante, Marco Paolini, L. Petrushevskaya, Alba Rohrwacher, Francesco Scarabicchi, Silvio Soldini, Oreste Tagnani, Hermanos Taviani, Miklós Vámos, Daniele Vicari, Emily Jane White, Massimo Zamboni.
El Festival cuenta con dos selecciones: Concurso Internacional y Concurso de la escuela de arte de Urbino.
| Lugar          | Pergola (Italia)                                                                                     |
| Años           | desde 2016                                                                                           |
| Fecha          | Julio                                                                                                |
| Género         | Cine de Animación                                                                                    |
| Organizadores  | Simone Massi (Director Artístico) Giannalberto Bendazzi (Presidente Honorable) Asociación Ars Animae |
| Página oficial | www.animavi.org                                                                                      |
| Intro y Cartel | Obra de Aleksandr Petrov                                                                             |

## Patrocinadores
El Festival está patrocinado por el Ministerio Italiano de Bienes y Actividades Culturales, por la Región Marche, por la Academia del Cine Italiano, por el SNGCI (Sindicato Nacional de Periodistas Cinematográficos Italiano) , por la Administración del Ayuntamiento de Pergola y por la Provincia de Pésaro y Urbino. La manifestación, por su alto nivel internacional, ha recibido una medalla por parte del Presidente de la República de Italia Sergio Mattarella.

## Intro y cartel
Ambos son obras del artista ruso Aleksandr Petrov. La animación de unos 20 segundos aproximadamente, es una obra maestra que introduce el Festival en todas sus manifestaciones.

## Premios
El premio “Bronce Dorado” retrata la cabeza de un caballo de los Bronces Dorados de Pergola, el grupo ecuestre de origen romana y símbolo de la ciudad que acoge al Festival. La estatua es obra del Studio Santi de Venecia, el mismo que realiza el León de Oro para el Festival Internacional de Arte Cinematográfica de Venecia.

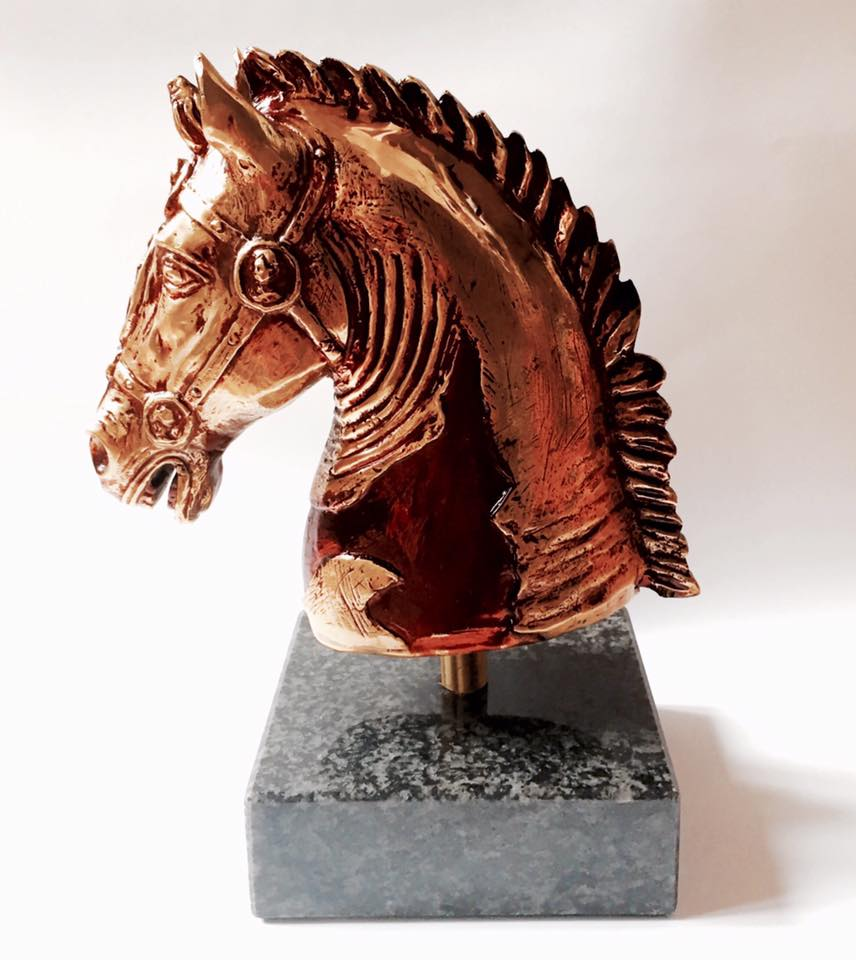
Estatua del Bronce Dorado de Pergola, Premio del Festival de Cine de Animación Poética, Animavì, realizado por el Studio Santi de Venecia.

## Ganadores
Ganadores de la Edición 2016
| Selección                                | Premio                      | Film                     | Director/a        | País           |
| Animación Poética                        | Bronce Dorado               | It’s raining             | Anna Shepilova    | Rusia          |
|                                          | Premio Especial             | Ursus                    | Reinis Petersons  | Lituania       |
|                                          | Premio Especial             | Feral                    | Daniel Sousa      | Estados Unidos |
|                                          | Premio Especial             | Nightingales in December | Theodore Ushev    | Canadá         |
|                                          | Premio del Público          | The Song for Rain        | Yawen Zheng       | China          |
| Concurso de la Escuela de arte de Urbino | Primer Premio               | Sarajevo                 | Giacomo Passanisi | Italia         |
|                                          | Mención Especial Casa Godio | Le matrici dell'Io       | Francesco Ruggeri | Italia         |

Ganadores de la Edición 2017.
| Selección                                | Premio                      | Film          | Director/a            | País              |
| ---------------------------------------- | --------------------------- | ------------- | --------------------- | ----------------- |
| Animación Poética                        | Bronce Dorado               | Brutus        | Svetlana Filippova    | Rusia             |
|                                          | Premio Especial             | Summer 2014   | Wojciech Sobczyk      | Polonia           |
|                                          | Premio Especial             | Mr Sand       | Soetkin Verstegen     | Dinamarca/Bélgica |
|                                          | Premio Especial             | Soot          | David Doutel &Vasco S | Portugal          |
|                                          | Premio del Público          | Confino       | Nico Bonomolo         | Italia            |
| Concurso de la Escuela de Arte de Urbino | Primer Premio               |               | Samuele Canestrari    | Italia            |
|                                          | Mención Especial Casa Godio | A photo of me | Dennis Tupicoff       | Australia         |

## Invitados
Entre los invitados de la primera edición podemos citar a Emir Kusturica, quien ha recibido el Bronce Dorado por su carrera artística, a Frida Neri, l’Ensamble LAUS VERIS, Giuliano Dottori y The Gang.
Durante la segunda edición, el maestro Alksander Sokurov, director cinematográfico ruso, ha recibido el Bronce Dorado por su carrera artística, en una ceremonia especial que tuvo lugar en un Castillo de la puerta de la ciudadela de Frontone (provincia de Urbino) en septiembre de 2017, con la participiación especial del maestro compositor Paolo Marzocchi al piano.  
Otros invitados de la segunda edición de Animavì fueron, el cantautor Luigi Grechi, los grupos musicales Comaneci, Hombre all'Ombram,The Morsellis,y La Macina. Los actores italianos Marco Paolini y Ninetto Davoli; y el director de animación suizo Geroges Schwizgebel, autor de una amplia filmografía han recibido un Bronce Dorado por sus carreras artísticas.

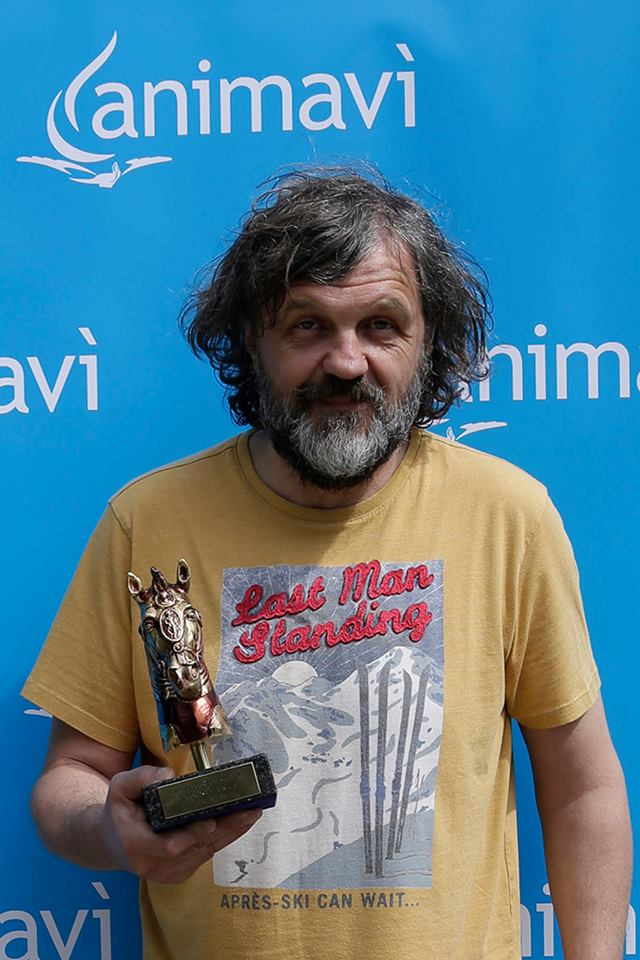
Emir Kusturica recibe el Bronce Dorado por su carrera artística. Animavì 2016.